# Frédéric Baud
Frédéric Baud (ur. 5 lutego 1975 w Pontarlier) – francuski narciarz klasyczny, specjalista kombinacji norweskiej, dwukrotny złoty medalista mistrzostw świata juniorów oraz zwycięzca Pucharu Kontynentalnego.

## Kariera
Po raz pierwszy na arenie międzynarodowej Frédéric Baud pojawił się w marcu 1992 roku, podczas Mistrzostw Świata Juniorów w Vuokatti, gdzie wraz z kolegami zdobył brązowy medal w konkursie drużynowym. W Pucharze Świata zadebiutował 4 grudnia 1993 roku w Saalfelden am Steinernen Meer, gdzie zajął 12. miejsce w zawodach metodą Gundersena. Tym samym już w swoim debiucie zdobył pierwsze pucharowe punkty. W klasyfikacji sezonu 1993/1994 zajął ostatecznie 53. miejsce. Najlepsze wyniki w Pucharze Świata osiągnął w sezonie 2000/2001, kiedy zajął 24. miejsce w klasyfikacji generalnej. Nigdy nie stanął na podium indywidualnych zawodów PŚ.
Równocześnie ze startami w PŚ Baud występował w Pucharze Świata B (obecnie Puchar Kontynentalny). Najlepsze wyniki w zawodach tego cyklu osiągnął w sezonach 1996/1997 i 1999/2000, kiedy triumfował w klasyfikacji generalnej. Czternaście razy stawał na podium, przy czym aż dziesięciokrotnie zwyciężał.
Pierwszą dużą imprezą w jego karierze były mistrzostwa świata w Ramsau w 1999 roku. Francuzi w składzie: Fabrice Guy, Sylvain Guillaume, Nicolas Bal i Frédéric Baud zajęli tam czwarte miejsce w sztafecie, przegrywając walkę o brązowy medal z Rosjanami o zaledwie 0.1 sekundy. Indywidualnie zajął 22. miejsce w sprincie, a w Gundersenie był trzynasty. Dwa lata później, podczas mistrzostw świata w Lahti zajął odpowiednio 26. i 20. pozycję. W 2003 roku wystąpił także na mistrzostwach świata w Val di Fiemme, kończąc rywalizację w Gundersenie na 21. miejscu. Baud brał także udział w igrzyskach olimpijskich w Salt Lake City w 2002 roku, zajmując szóstą pozycję w drużynie. W startach indywidualnych uplasował się na 27. pozycji w sprintu, a w zawodach metodą Gundersena uplasował się dziesięć pozycji niżej.
W 2004 roku zakończył karierę.

## Osiągnięcia

### Igrzyska olimpijskie
| Miejsce | Dzień     | Rok  | Miejscowość    | Konkurencja          | Wynik zwycięzcy | Strata  | Zwycięzca      |
| ------- | --------- | ---- | -------------- | -------------------- | --------------- | ------- | -------------- |
| 37.     | 9 lutego  | 2002 | Salt Lake City | Gundersen K-90/15 km | 39:11,7         | +6:24,2 | Samppa Lajunen |
| 6.      | 17 lutego | 2002 | Salt Lake City | Sztafeta K-90/4x5 km | 48:42,2         | +2:53,3 | Finlandia      |
| 27.     | 21 lutego | 2002 | Salt Lake City | Sprint K-120/7,5 km  | 16:40,1         | +1:53,4 | Samppa Lajunen |

### Mistrzostwa świata
| Miejsce | Dzień     | Rok  | Miejscowość   | Konkurencja          | Wynik zwycięzcy | Strata  | Zwycięzca        |
| ------- | --------- | ---- | ------------- | -------------------- | --------------- | ------- | ---------------- |
| 13.     | 20 lutego | 1999 | Ramsau        | Gundersen K-90/15 km | 37:04,8         | ?       | Bjarte Engen Vik |
| 4.      | 25 lutego | 1999 | Ramsau        | Sztafeta K-90/4x5 km | 49:34,2         | +2:30,5 | Finlandia        |
| 22.     | 27 lutego | 1999 | Ramsau        | Sprint K-90/7,5 km   | 17:48,4         | ?       | Bjarte Engen Vik |
| 20.     | 15 lutego | 2001 | Lahti         | Gundersen K-90/15 km | 39:26,7         | ?       | Bjarte Engen Vik |
| 26.     | 24 lutego | 2001 | Lahti         | Sprint K-116/7,5 km  | 19:40,3         | ?       | Marko Baacke     |
| 24.     | 21 lutego | 2003 | Val di Fiemme | Gundersen K-95/15 km | 37:54,2         | +5:04,6 | Ronny Ackermann  |

### Mistrzostwa świata juniorów
| Miejsce | Dzień    | Rok  | Miejscowość | Konkurencja          | Wynik zwycięzcy | Strata | Zwycięzca |
| ------- | -------- | ---- | ----------- | -------------------- | --------------- | ------ | --------- |
| 3.      | 22 marca | 1992 | Vuokatti    | Sztafeta K-90/3x5 km | ?               | ?      | Finlandia |

### Puchar Świata

#### Miejsca w klasyfikacji generalnej
- sezon 1993/1994: 53.
- sezon 1995/1996: 37.
- sezon 1996/1997: 52.
- sezon 1998/1999: 34.
- sezon 2000/2001: 24.
- sezon 2001/2002: 44.
- sezon 2002/2003: 32.

#### Miejsca na podium chronologicznie
Baud nigdy nie stał na podium indywidualnych zawodów Pucharu Świata.

### Puchar Kontynentalny

#### Miejsca w klasyfikacji generalnej
- sezon 1991/1992: 25.
- sezon 1992/1993: 12.
- sezon 1993/1994: 19.
- sezon 1994/1995: 14.
- sezon 1996/1997: 1.
- sezon 1997/1998: 4.
- sezon 1999/2000: 1.
- sezon 2002/2003: -
- sezon 2003/2004: 92.

#### Miejsca na podium chronologicznie
| Nr  | Data             | Miejscowość                   | Konkurencja          | Wynik zwycięzcy | Pozycja | Strata | Zwycięzca           |
| --- | ---------------- | ----------------------------- | -------------------- | --------------- | ------- | ------ | ------------------- |
| 1.  | 14 marca 1993    | Chaux-Neuve                   | Gundersen K90/15 km  | ?               | 3.      | ?      | Sylvain Guillaume   |
| 2.  | 2 marca 1997     | Courchevel                    | Gundersen K90/15 km  | ?               | 1.      | -      | -                   |
| 3.  | 18 marca 1997    | Zakopane                      | Sprint K120/7.5 km   | ?               | 1.      | -      | -                   |
| 4.  | 7 stycznia 1998  | Klingenthal                   | Sprint K80/7.5 km    | ?               | 2.      | ?      | Lars Andreas Østvik |
| 5.  | 13 marca 1998    | Štrbské Pleso                 | Gundersen K115/15 km | ?               | 3.      | ?      | Jean-Yves Cuendet   |
| 6.  | 20 grudnia 1998  | Otepää                        | Sprint K70/15 km     | ?               | 1.      | -      | -                   |
| 7.  | 27 lutego 2000   | Baiersbronn                   | Gundersen K90/15 km  | ?               | 1.      | -      | -                   |
| 8.  | 17 marca 2000    | Chamonix                      | Gundersen K90/15 km  | ?               | 2.      | ?      | Kevin Arnould       |
| 9.  | 18 marca 2000    | Chamonix                      | Gundersen K90/15 km  | ?               | 1.      | -      | -                   |
| 10. | 6 stycznia 2002  | Klingenthal                   | Gundersen K120/15 km | ?               | 1.      | -      | -                   |
| 11. | 13 stycznia 2002 | Baiersbronn                   | Sprint K90/7.5 km    | ?               | 1.      | -      | -                   |
| 12. | 18 stycznia 2002 | Saalfelden am Steinernen Meer | Sprint K90/7.5 km    | ?               | 1.      | -      | -                   |
| 13. | 7 stycznia 2002  | Štrbské Pleso                 | Sprint K90/7.5 km    | ?               | 1.      | -      | -                   |
| 14. | 19 stycznia 2003 | Oberwiesenthal                | Sprint K95/7.5 km    | ?               | 1.      | -      | -                   |

### Letnie Grand Prix

#### Miejsca w klasyfikacji generalnej
- 2001: 31.
- 2002: 40.
- 2003: 38.

#### Miejsca na podium chronologicznie
Baud nigdy nie stał na podium indywidualnych zawodów LGP.